# ベナンにおけるLGBTの権利
ベナンにおけるLGBTの権利（ベナンにおけるLGBTのけんり）では、ベナン共和国におけるLGBTの法的状況について扱う。
ベナン国内においては、2010年現在男性・女性ともに同性愛行為は合法である。ただし1996年に制定され、採用されていた刑法においては違法であり、第88条に基づいて1年から3年の収監及び100,000-300,000CFAフランの罰金を課されていた。この規定はすでに廃止されたが、現在もなお同性婚は認められておらず、性的指向に関する差別からの法的な保護も特に定められていない。